# ESPY Awards 2016
Les 2016 ESPY Awards ont eu lieu le 13 juillet 2016. Le spectacle, organisé par lutteur professionnel John Cena, a eu lieu dans le Théâtre Microsoft à Los Angeles, Californie. 31 prix compétitifs et huit distinctions honorifiques ont été présentés.

## Remettant
- Chris Berman [3]
- Joe Biden
- Ciara
- Stephen Curry
- Skylar Diggins
- Lisa Leslie
- David Oyelowo
- Danica Patrick
- Miles Teller
- Justin Timberlake[4]
- Usher
- Lindsey Vonn
- Dwyane Wade
- J.J. Watt
- Russell Wilson

## Les gagnants et nommés
Les gagnants sont listés en premier et mis en évidence en caractères gras.
| Meilleur athlète masculin | Meilleur athlète féminin |
| --- | --- |
| - LeBron James - Cavaliers de Cleveland, NBA - Stephen Curry - Warriors de Golden State, NBA - Cam Newton - Panthers de la Caroline, NFL - Bryce Harper - Nationals de Washington, MLB | - Breanna Stewart - Huskies du Connecticut - Elena Delle Donne - Sky de Chicago - Katie Ledecky - Olympique de Natation - Simone Biles - Gymnaste |
| Meilleure performance dans un championnat | Révélation de l'année |
| - LeBron James - Cavaliers de Cleveland, NBA Finals 2016 - Von Miller - Broncos de Denver, Super Bowl 50 - Carli Lloyd - Dash de Houston, 2016 Fifa Women's World Cup - Sidney Crosby - Penguins de Pittsburgh, Stanley Cup 2016 | - Jake Arrieta - Cubs de Chicago - Conor McGregor - UFC - Chloe Kim - Snowboardeuse - Karl-Anthony Towns - Timberwolves du Minnesota |
| Performance record | Pus grande surprise |
| - Stephen Curry - Geno Auriemma - Christian McCaffrey | - Holly Holm met K.O Ronda Rousey, UFC - Middle Tennessee battent les Michigan State, 2016 NCAA Men's Division I Basketball Tournoi - Roberta Vinci bat Serena Williams, US Open de tennis 2015 |
| Meilleur match | Meilleure action |
| - Warriors de Golden State contre Cavaliers de Cleveland - NBA Finals 2016 - Wildcats de Villanova contre Tar Heels de la Caroline du Nord - 2016 NCAA Men's Division I Basketball Tournoi - Cardinals de l'Arizona contre Packers de Green Bay - 2015 NFL playoffs                                                                                        | - Aaron Rodgers - Kris Jenkins - Michigan State - LeBron James - Stephen Curry - Holly Holm - Tiffany Howard - Jairo Samerio - Dele Alli - Josh Donaldson - Bartolo Colon - Army Softball - Louis Oosthuizen - Stanford - Connor McDavid - Ole Miss |
| Meilleure équipe | Meilleur coach/manageur |
| - Cavaliers de Cleveland - NBA - Penguins de Pittsburgh - NHL - Royals de Kansas City - MLB - Crimson Tide de l'Alabama - Southeastern Conference - Huskies du Connecticut - American Athletic Conference - Wildcats de Villanova - Big East Conference - Broncos de Denver - NFL                                                                          | Tyronn Lue - Cavaliers de Cleveland - Ned Yost - Royals de Kansas City - Geno Auriemma - Connecticut Huskies women's basketball - Jay Wright - Villanova Wildcats men's basketball - Nick Saban - Crimson Tide de l'Alabama |
| Meilleur(e) athlète international(e) | Meilleur joueur NFL |
| - Cristiano Ronaldo - Real Madrid/Portugal - Novak Djokovic - Tennis - Lydia Ko - LPGA - Luis Suarez - FC Barcelone/Uruguay - Canelo Alvarez - Boxe | Tyronn Lue - Cavaliers de Cleveland - Ned Yost - Royals de Kansas City - Geno Auriemma - Connecticut Huskies women's basketball - Jay Wright - Villanova Wildcats men's basketball - Nick Saban - Crimson Tide de l'Alabama |
| Meilleur joueur MLB | Meilleur joueur NHL |
| - Bryce Harper - Nationals de Washington, 2015 National League MVP - Josh Donaldson - Blue Jays de Toronto, 2015 American League MVP - Jake Arrieta - Cubs de Chicago, 2015 Cy Young Award gagnant - Mike Trout - Angels de Los Angeles d'Anaheim, 2015 Silver Slugger Award gagnant - Clayton Kershaw - Dodgers de Los Angeles, 2015 strikeout leader     | - Sidney Crosby - Penguins de Pittsburgh, gagnant 2016 du trophée Conn-Smythe - Patrick Kane - Blackhawks de Chicago, gagnant 2016 du trophée Art-Ross (le plus grand score), trophée Ted-Lindsay (meilleur joueur), trophée Hart (meilleur joueur) - Aleksandr Ovetchkine - Capitals de Washington, gagnant 2016 du trophée Maurice-Richard (meilleur buteur) - Joe Pavelski - Sharks de San José (meilleur buteur de la Coupe Stanley (14 buts) - Braden Holtby - Capitals de Washington, gagnant du trophée Vézina (meilleur gardien de but) |
| Meilleur pilote | Meilleur joueur NBA |
| - Kyle Busch - NASCAR, Champion 2015 du NASCAR Sprint Cup Series 2015 - Lewis Hamilton - Formule 1, Champion 2015 du Championnat du monde de Formule 1 - Erica Enders-Stevens - NHRA, Gagnante 2015 du NHRA Pro Stock Championship - Scott Dixon - IndyCar, Champion 2015 du IndyCar Series - Alexander Rossi - IndyCar, Champion 2016 du Indianapolis 500 | - LeBron James - Cavaliers de Cleveland, 2016 Finals MVP - Stephen Curry - Warriors de Golden State, 2016 MVP - Kawhi Leonard - Spurs de San Antonio, 2016 Defensive Player of the Year - Kevin Durant - Thunder d'Oklahoma City, 2016 NBA All-Star - Russell Westbrook - Thunder d'Oklahoma City, 2016 All-Star Game MVP |
| Meilleure joueuse WNBA | Meilleur combattant/combattante |
| - Maya Moore - Lynx du Minnesota, 2015 All-Star MVP - Elena Delle Donne - Sky de Chicago, 2015 WNBA MVP - Angel McCoughtry - Dream d'Atlanta, 2015 NBA steals leader - Tina Charles - Liberty de New York, 2015 All-WNBA First Team - DeWanna Bonner - Mercury de Phoenix, 2015 All-WNBA First Team                                                        | - Conor McGregor - UFC - Gennady Golovkin - WBC - Canelo Alvarez - WBC - Robbie Lawler - UFC - Roman Gonzalez - WBA |
| Meilleur golfeur | Meilleure golfeuse |
| - Jordan Spieth - Jason Day - Dustin Johnson - Danny Willett | - Lydia Ko - Inbee Park - Brooke Henderson - Ariya Jutanugarn |
| Meilleur joueur de tennis | Meilleure joueuse de tennis |
| - Novak Djokovic - Andy Murray - Roger Federer | - Serena Williams - Angelique Kerber - Flavia Pennetta - Garbine Muguruza |
| Meilleur athlète universitaire masculin | Meilleure athlète universitaire féminin |
| - Buddy Hield - Université d'Oklahoma - Derrick Henry - Crimson Tide de l'Alabama - Jordan Morris - Sounders FC de Seattle - Jarrion Lawson - Alex Dieringer | - Breanna Stewart - Huskies du Connecticut - Raquel Rodriguez - Sky Blue Football Club - Samantha Bricio - Équipe du Mexique de volley-ball féminin - Taylor Cummings - Maryland Terrapins women's lacrosse - Sierra Romero - Wolverines du Michigan |
| Meilleur du sportif extrême masculin | Meilleure de la sportive extrême féminin |
| - Ryan Dungey - American Motorcyclist Association - Gus Kenworthy - Ski freestyle - Nyjah Huston - Skateur - Pedro Barros - Skateur - Mark McMorris - Snowboardeur | - Jamie Anderson - Snowboardeuse - Chloe Kim - Snowboardeuse - Keala Kennelly - Surfeuse - Carissa Moore - Surfeuse |
| Meilleur jockey | Meilleur athlète masculin en situation de handicap |
| - Mario Gutierrez - Kent Desormeaux - Javier Castellano - Irad Ortiz Jr. | - Richard Browne - Coureur - Jo Berenyi - Cycliste - Aaron Fotheringham - Skateur et BMX - Nikko Landeros - joueur de hockey - Brad Snyder - Nageur |
| Meilleure athlète féminin en situation de handicap | Meilleur/e bowler |
| - Tatyana McFadden - Heather Erickson - joueuse de volleyball - Oksana Masters - rameuse et skieuse de fond - Shawn Morelli | - Jason belmonte - Bowling - Jesper Svensson - Footballeur - Ryan Ciminelli - Anthony Simonsen |
| Meilleur joueur de la MLS | Meilleur retour d'un/e athlète |
| - Sebastian Giovinco - Toronto FC - Kei Kamara - Revolution de la Nouvelle-Angleterre - Laurent Ciman - Impact de Montréal - Luis Robles - Red Bulls de New York | - Eric Berry, Chiefs de Kansas City |

## Honorés

### Prix Arthur Ashe du courage
- Zaevion Dobson [5]

### Prix du Jimmy V
- Craig Sager [6]

### Prix du Pat Tillman pour Service
- Sgt. Elizabeth Marks [7]

### Meilleur moment
- Les Cavaliers de Cleveland remportent le NBA Finals 2016

### Prix d'icône
- Abby Wambach [8]
- Kobe Bryant
- Peyton Manning

## Hommages
Les ESPY ont rendu un hommage à la légende de la boxe Mohamed Ali, présenté par Kareem Abdul-Jabbar  et Chance the Rapper.